# Hohenbergia itamarajuensis
Hohenbergia itamarajuensis är en gräsväxtart som beskrevs av Elton Martinez Carvalho Leme och Baracho. Hohenbergia itamarajuensis ingår i släktet Hohenbergia och familjen Bromeliaceae. Inga underarter finns listade i Catalogue of Life.